# Negev

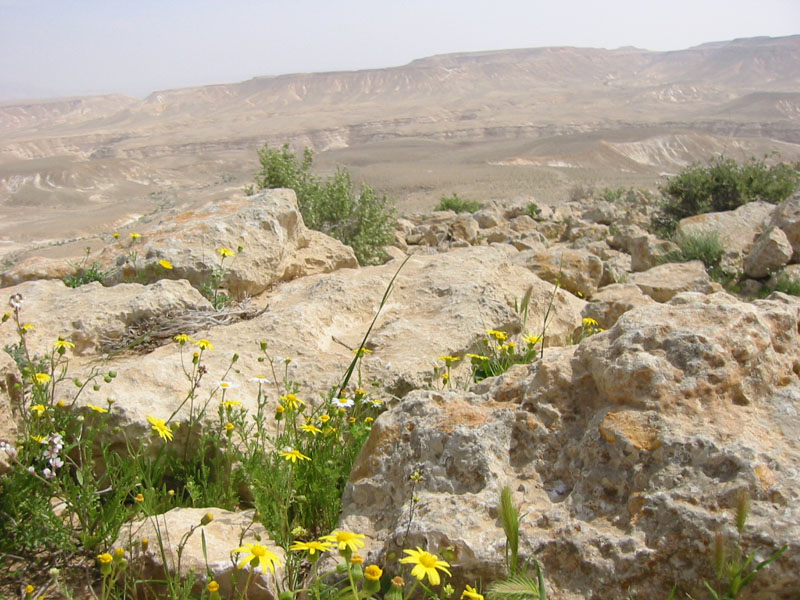
Negevul înflorit după ploaie

Deșertul Negev sau Neggev (pronunțare: Neghev)  (în ebraică נֶגֶב, în arabă النقب Al Naqab) în pronunțarea beduinilor locali Al Nagab ) este un deșert în sudul Israelului. Suprafața sa este de 13.000 km2. La vest Negevul se continuă cu deșertul Sinai, la nord-vest ajunge până la Marea Mediterană, la sud - la Marea Roșie, la nord - este mărginit de o linie virtuală care unește Gaza cu oaza și kibuțul Ein Ghedi, dincolo de care se întinde regiunea Iudeea, la nord-est - de capătul sudic al Mării Moarte, iar la est este delimitat de valea Arava (arabă Wadi Araba).
Deșertul Negev este un platou deșertic, care se află la 800 m deasupra nivelului mării. 

## Geografie
Deșertul Negev acoperă o mare parte din teritoriul Israelului, peste 13,000 km2 sau aproximativ 55% din suprafața terestră a țării. Acesta are o formă triunghi privit de sus, fiind mărginit la vest de deșertul din Peninsula Sinai, și la est de valea Arava. Negev are multe caracteristici specifice culturale și geologice. Printre acestea din urmă sunt trei cratere (în ebraică mahtesh) Mahtesh Ramon, Mahtesh Gadol, și Mahtesh Katan. 
Negevul este un deșert stâncos. El este constituit din munți stâncoși, prăfuiți, întrerupți de „albii uscate” (wadi), care devin brusc albii de viituri tumultuoase în anotimpul ploilor și, cratere adânci. Este împărțit în cinci regiuni ecologice: Negevul de nord, de vest și central, Platoul cel mare și Valea Arava. 
- În Negevul de nord, sau zona mediteraneană, se înregistrează anual 300 mm de precipitații; el are destule zone fertile.
- Negevul de vest înregistrează 250 mm de precipitații pe an, având soluri parțial nisipoase. Dunele de nisip pot atinge înălțimi de până la 30 de metri.
- în Negevul central, care găzduiește orașul Beer Șeva, se înregistrează anual 200 mm de precipitații și este caracterizat de un sol greu-permeabil, care permite o pătrundere minimă a apei.
- Platoul Ramat HaNegev, având o înălțime între 370 metri și 520 metri deasupra nivelului mării, este caracterizat de mari decalaje de temperatură între vară și iarnă. În zonă se înregistrează 100 mm de precipitații pe an, având soluri infertile și parțial sărate.
- Valea Arava, situată de-a lungul frontierei cu Iordania, se întinde pe o lungime de 180 km de la Eilat în sud până la Marea Moartă în nord. Valea Arava este foarte aridă, cu circa 50 mm de precipitații anual. Solurile nu sunt fertile.

### Subsol
Subsolul Negevului este sărac și, spre deosebire de statele vecine, s-ar părea că nu conține petrol, sau alte surse de energie fosilă.
La sudul Negevului, nu departe de orașul Eilat, se găsesc minele antice de la Timna și topitorii de cupru care datează din timpul regelui Solomon. În zilele noastre, în  afară de interesul turistic, exploatarea acestor mine s-a dovedit a fi nerentabilă. Mai rentabilă este extragerea de verde malachit — piatră verde, semi-prețioasă, Piatra de Eilat.

### Climă
Clima este uscată, deși nu foarte călduroasă. Temperaturile nu depășesc 33-35 °C; anual cad sub 50 mm precipitații.

## Populație
Deși Negevul ocupă aproximativ 60% din teritoriul Israelului, aici trăiesc mai puțin de 8% din populația țării - peste 380.000 evrei și 175.000 arabi, majoritatea beduini. 
Cele mai mari orașe sunt Beer Șeva cu 209.700 locuitori , Rahat cu 71.400 locuitori și Eilat cu 52.300 locuitori. Alte orașe sunt Netivot - 37.500 , Dimona cu 34.500 locuitori, Ofakim -  30.600 locuitori, Sderot - 27.600 locuitori,  și Mitzpe Ramon. Pe lângă orașe, mai sunt numeroase așezări agricole: kibuțuri, moșavuri, așezări comunitare evreiești, așezări beduine etc.

## Agricultură de deșert
Agronomii israelieni au izbutit să creeze o agricultură performantă de deșert, care necesită cantități reduse de apă, respectiv, de apa locală deosebit de „dură” (900-1.400 mg/litru sulfați) și cu salinitatea ridicată (1.000-1.500 mg/litru NaCl). Specii locale de roșii cărnoase de iarnă, fructe exotice, flori care inundă piețele Europei în lunile de iarnă etc. În kibuțul Yotvata se produce cel mai bun lapte din Israel.

## Centrul de cercetări nucleare
În deșertul Negev, la aproximativ 13 kilometri de orașul Dimona, se află Centrul de Cercetări Nucleare Negev. La 5 octombrie 1986, ziarul britanic Sunday Times a dezvăluit  activitatea de producere de arme nucleare din acest centru, estimând că Israelul produsese deja 100 de focoase nucleare.